# Resistensia Nasional Defende Justisa e Konstituisaun RDTL

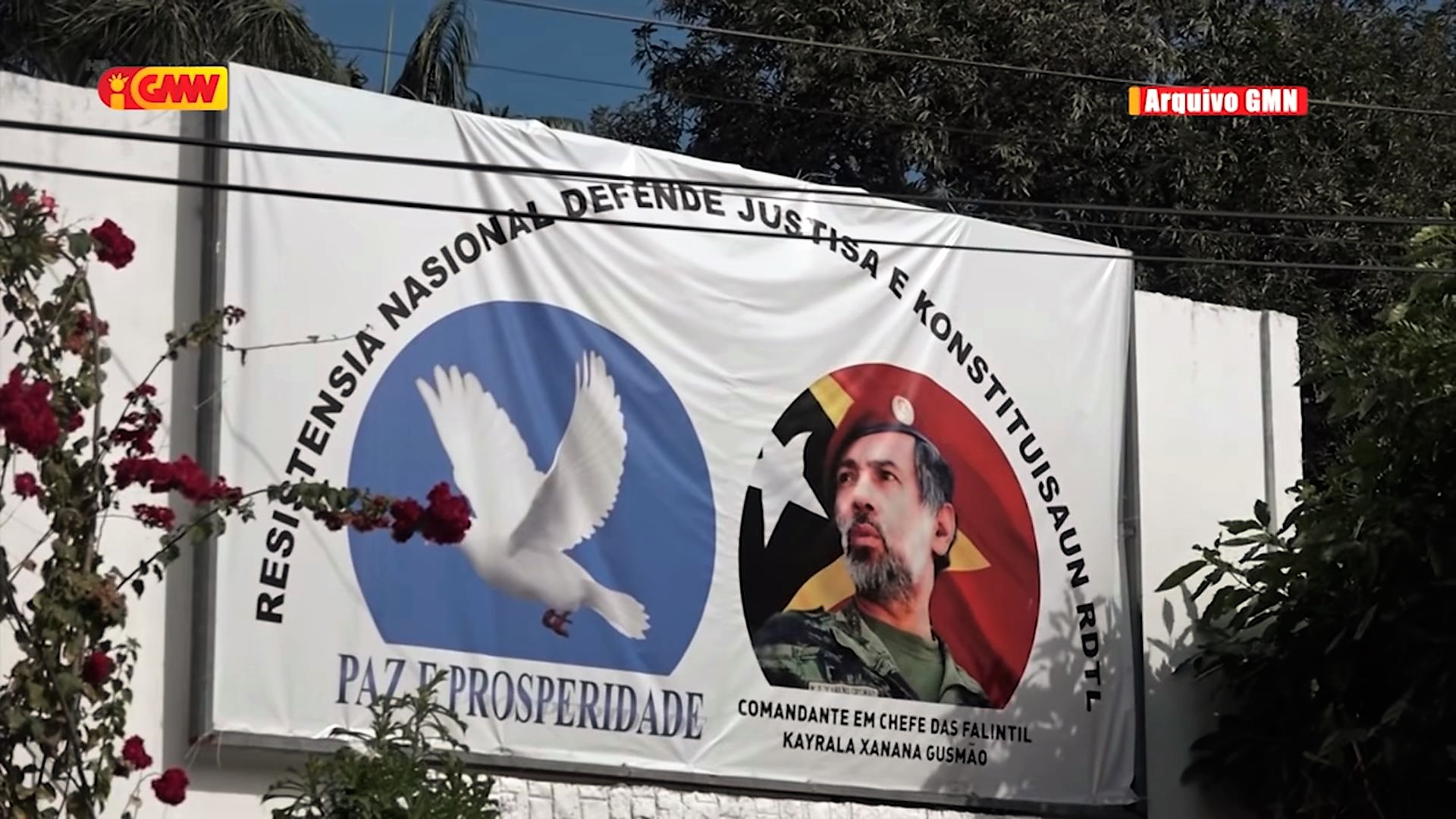
Symbole der RNDJK. Neben dem Logo mit der Friedenstaube und den Worten „Frieden und Wohlstand“ verwendet die Organisation auch ein Bild von Xanana Gusmão, der aber kein Mitglied der RNDJK ist

Die Resistensia Nasional Defende Justisa e Konstituisaun RDTL, kurz RNDJK oder RNDJK-RDTL (tetum Rezisténsia Nasionál Defende Justisa no Konstituisionál RDTL; portugiesisch Resistência Nacional de Defesa da Justiça e Constituição RDTL; deutsch Nationaler Widerstand für die Verteidigung des Rechts und der Verfassung der Demokratischen Republik Timor-Leste) ist eine politische Organisation in Osttimor. Vorsitzende ist Angela Freitas, die Chefin der Partido Trabalhista (PT).

## Politische Agenda und Hintergrund

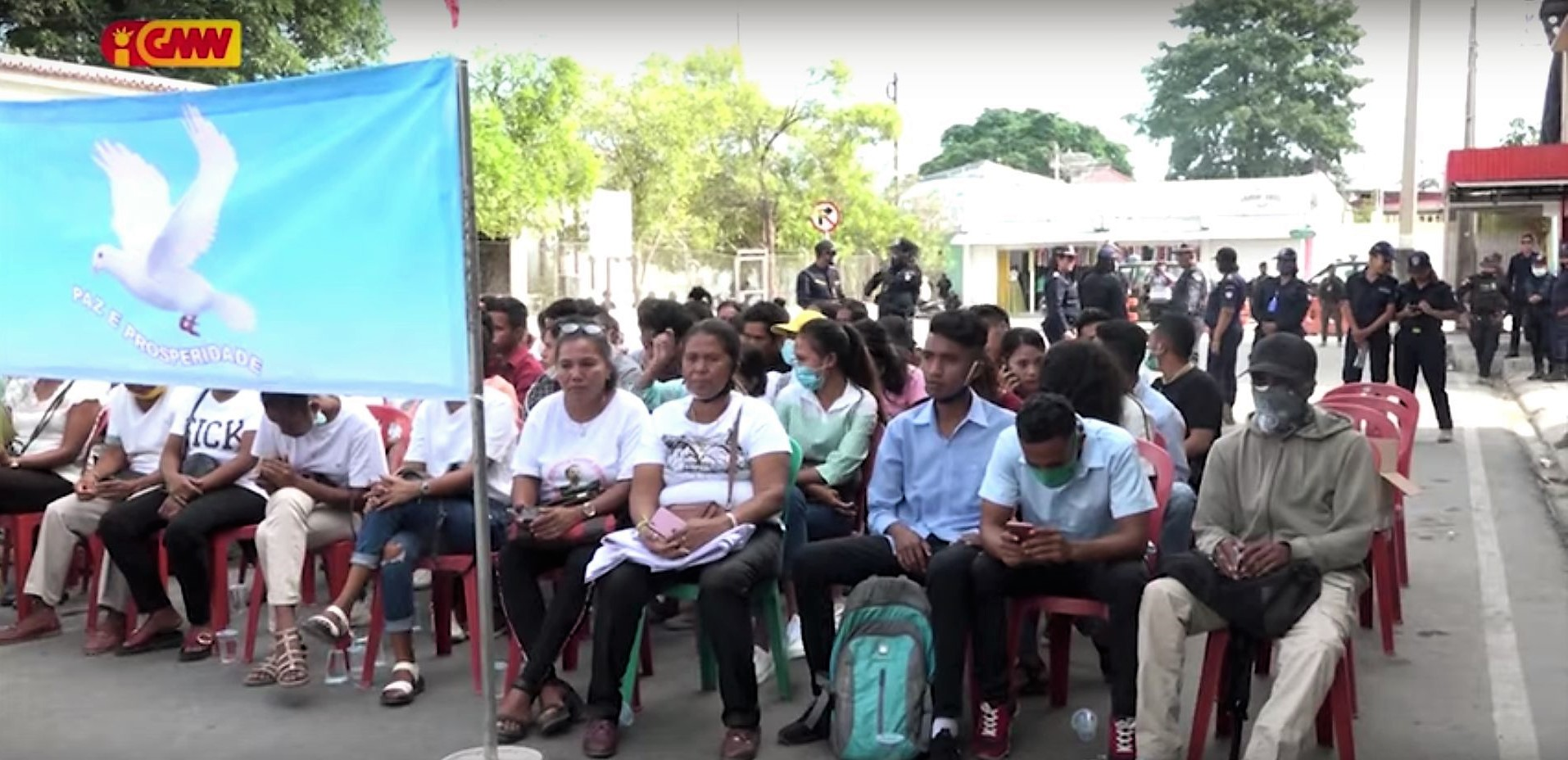
Veranstaltung der RNDJK
am 17. Juli 2020

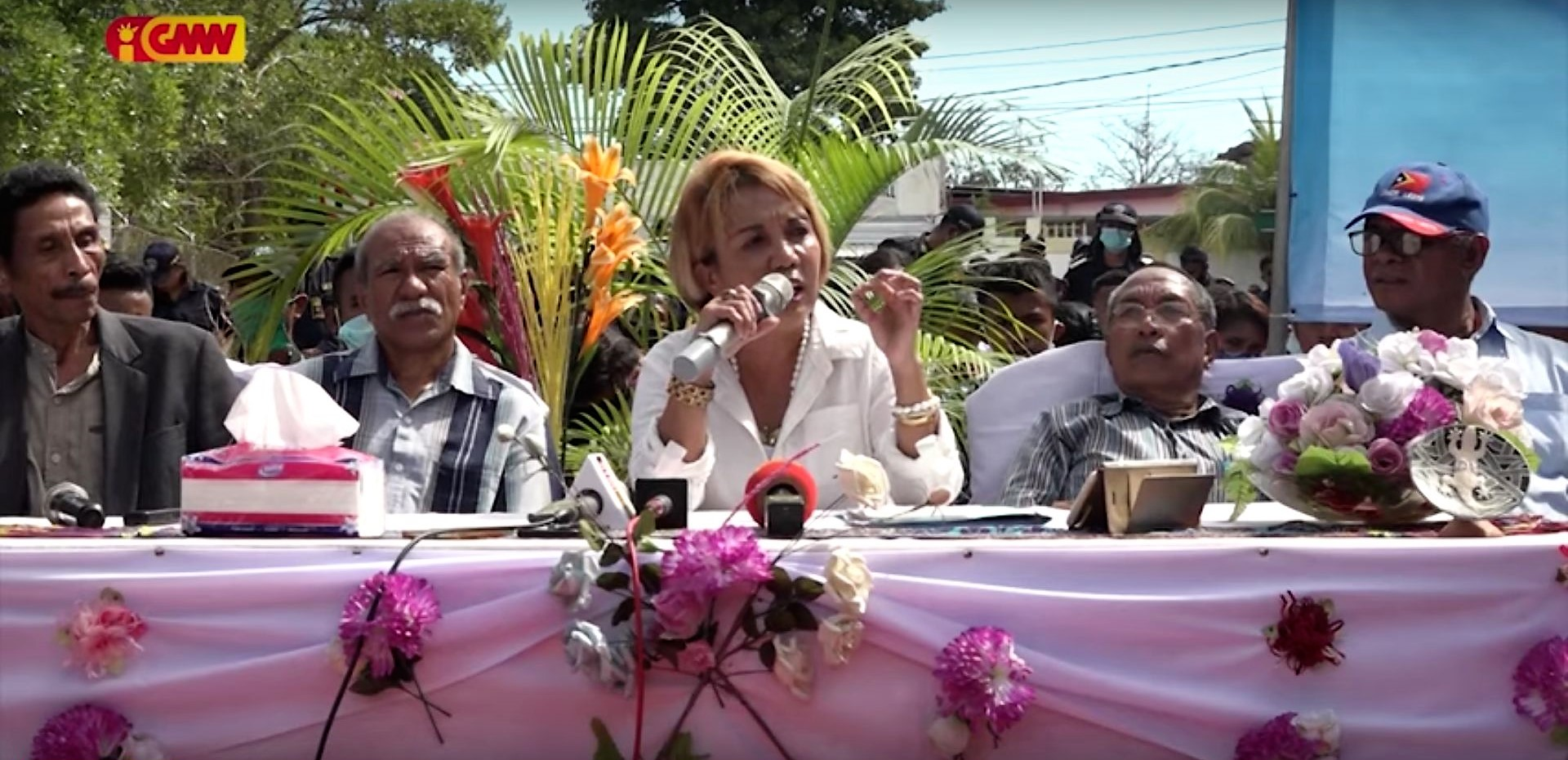
Angela Freitas, links von ihr Aitahan Matak, und weitere Führer der RNDJK (17. Juli 2020)

Die Gruppe forderte den Rücktritt von Präsident Francisco Guterres, da er die Verfassung nicht respektiert habe und eher im Interesse seiner Partei, der FRETILIN handle. Guterres hatte sich geweigert, Mitglieder des CNRT zum Minister zu ernennen, wie es die Regierungskoalition vorgeschlagen hatte. Letztlich scheiterte die Koalition mit an der Blockade des Präsidenten und der CNRT wurde durch die FRETILIN in der Regierung ausgetauscht.
Auf einem Transparent, das im Hintergrund bei einer Pressekonferenz hing, war umrahmt vom Gruppennamen das Konterfei von Xanana Gusmão zu sehen, dass ihn in seiner Rolle als ehemaliger Führer des Befreiungskampfs gegen die Indonesier darstellt. Gusmão ist der Parteichef des CNRT.
Die PT von Freitas ist eine unbedeutende Partei, die 2012 das letzte Mal bei Parlamentswahlen antrat und landesweit weniger als 3000 Stimmen erhielt. Freitas war mehrmals Präsidentschaftskandidat. Bei den Wahlen 2017 erhielt sie 0,84 % der Stimmen.
Der stellvertretende Vorsitzende  António Tomás Amaral da Costa (Aitahan Matak) war Chef des CPD-RDTL, einer Veteranenorganisation, die das bestehende politische System ablehnte. 2014 wurde der CPD-RDTL vom Nationalparlament Osttimors zur Bedrohung der verfassungsmäßigen Ordnung erklärt. Costa stellte sich selbst den Behörden und kam eine Zeit lang unter Hausarrest.

## Geschichte

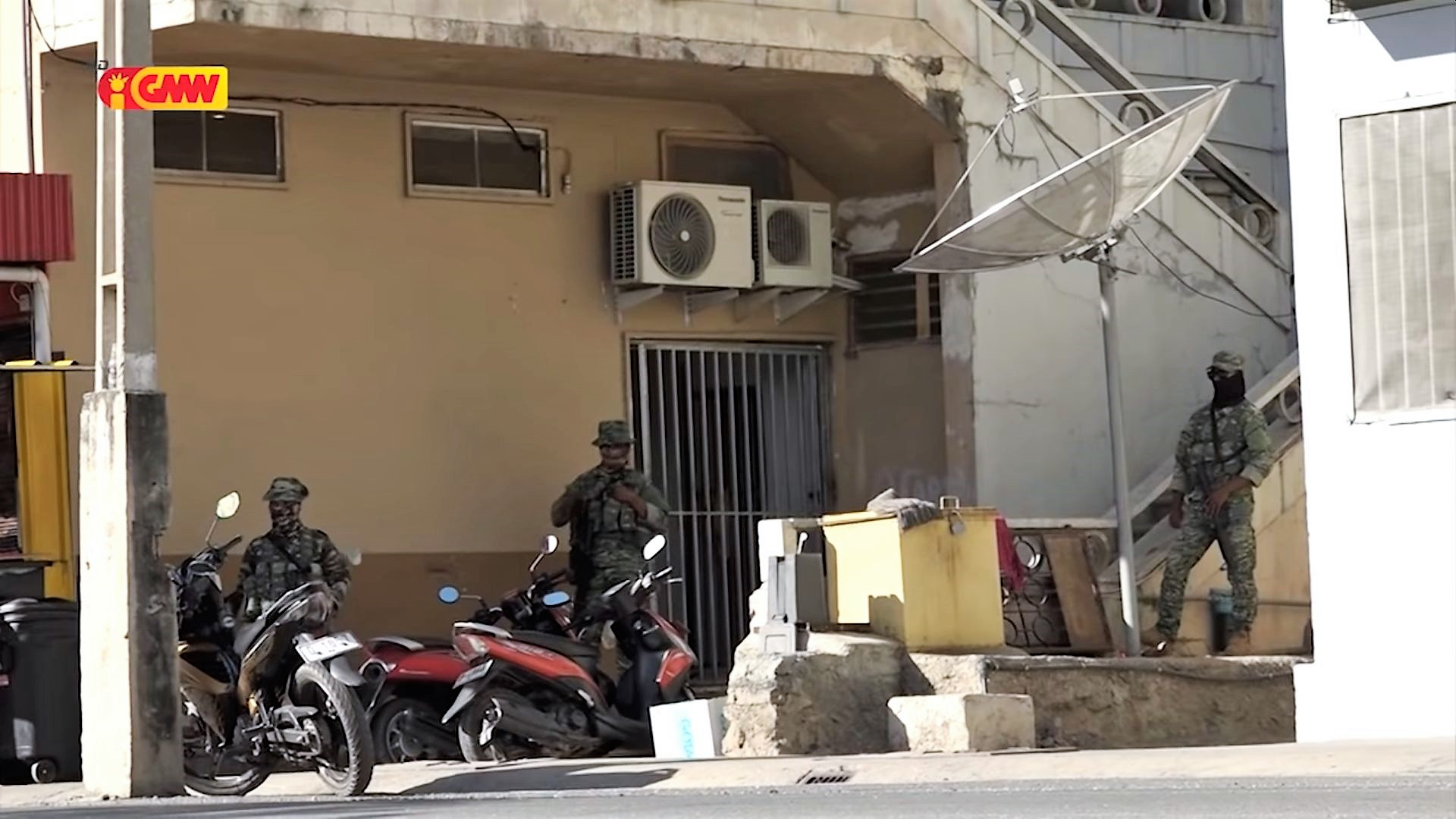
Soldaten in der Nähe des Hauptquartiers der RNDJK
in Bairo dos Grilos

Die Organisation wurde 2020 gegründet. Für den 4. September plante die RNDJK eine Demonstration, die auch von der Polizei (PNTL) genehmigt wurde. In einem Interview nannte der Chef der Verteidigungskräfte Osttimors (F-FDTL) General Lere Anan Timur am 1. September die Rücktrittsforderung „inakzeptabel“ und drohte mit der Verhaftung von Freitas und Aitahan Mataks. Trotz Kritik in den sozialen Netzwerken auf diese Äußerungen, die auf Demonstrationsfreiheit und die Zuständigkeit der Polizei hinwiesen, wurden kurz darauf Soldaten an drei Punkten um den Sitz der PT/RNDJK postieren. Freitas erklärte daraufhin, sie werde das Gebäude daher vorerst nicht mehr betreten.

## Kritik
Vertreter der drei Regierungsparteien PLP, KHUNTO und FRETILIN nannten die Mitglieder der RNDJK „subversiv“, stellten aber klar, dass die Polizei das Problem lösen solle. Die RNDJK beabsichtige nach Ansicht der Politiker „ein Umfeld der Destabilisierung des Landes zu schaffen und eine unkontrollierte Situation zu provozieren“, so FRETILIN-Abgeordneter Francisco Miranda Branco. Branco bezog sich auf ein RNDJK-Dokument, das öffentlich verbreitet wurde. Darin droht sie mit dem Einsatz von Kampfsportgruppen und „dissidenten Kräften der Verteidigungskräfte und der bewaffneten Polizei“. Durch die Drohung solle, laut Branco, Guterres zum Rücktritt gezwungen werden. Trotzdem erklärte Branco, er sei nicht mit der Aktion des Militärs einverstanden. Dies sei Sache der Polizei. Francisco de Vasconcelos, Abgeordneter der PLP, nannte Freitas eine „Banditin“.